# Anna am Halse

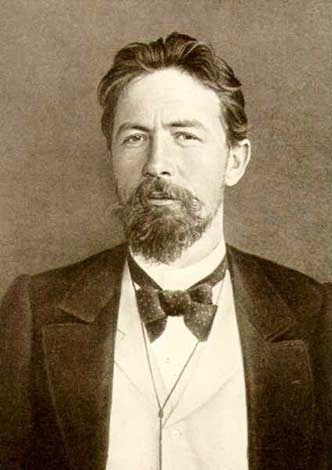
Anton Tschechow

Anna am Halse (russisch Анна на шее, Anna na scheje) ist eine Erzählung des russischen Schriftstellers Anton Tschechow, die am 22. Oktober 1895 in der Moskauer Tageszeitung Russkije wedomosti erschien.

## Handlung
Die 18-jährige Halbwaise Anna, Anja genannt, hat den 52-jährigen Beamten Modest Alexejitsch geheiratet. Anjas Vater Pjotr Leontjitsch und ihre Brüder, die Gymnasiasten Petja und Andrjuscha, winken vom Bahnsteig aus den beiden Hochzeitsreisenden.
Anjas Vater, ein Gymnasiallehrer für Zeichnen und Schönschreiben, vertrinkt sein Gehalt und die beiden Brüder laufen in kaputten Schuhen herum.
Anja fürchtet und ekelt sich vor ihrem ältlichen, langweiligen Mann. Lächerlich diese Hochzeitsreise – ein zweitägiger Besuch eines weit entfernten Klosters. Während der Zug an einer Station hält, macht Anja die Kurzbekanntschaft des wohlhabenden Schürzenjägers Artynow. Der vermittelt der Unglücklichen so ein vages Glücksgefühl: Wer weiß – vielleicht wendet sich das Blatt doch noch.
Wenn Anja – wieder daheim – von ihrem Mann schon einmal ins Theater ausgeführt wird, dann trinkt dieser reiche Geizkragen in der Großen Pause am Buffet eine Flasche Selters ganz allein aus. Modest Alexejitsch gibt Anja keine Kopeke. Vom Vater hatte sie vor der Ehe manchmal ein paar Rubel bekommen. Als Pjotr Leontjitsch vorspricht und um ein paar Rubel bittet, schlägt das der Schwiegersohn zwar nicht ab, macht die Leihgabe aber von einer Bedingung abhängig. Der Vater soll seine Trinkerei aufgeben – ein Ding der Unmöglichkeit.
Der Staatsdiener Modest Alexejitsch ist auf den Orden zur Heiligen Anna zweiter Klasse aus. Also muss er repräsentieren. Die putzsüchtige Anja erhält doch tatsächlich von dem Gatten hundert Rubel für ein neues Ballkleid.
In dem großen Ballsaal dann fühlt sich Anja das erste Mal im Leben reich, frei und genießt – umgeben von Offizieren, Lehrern, Advokaten, Beamten und Gutsbesitzern – das Bad in der rauschenden Menge. Anja tanzt Walzer, Polka und Quadrille – wechselt fortwährend den Tanzpartner, meidet aber ihren Mann. Anjas Vater nähert sich in einer Pause und bedauert die überstürzt eingegangene Ehe der Tochter: „Ich weiß, du hast es unseretwegen getan, aber …“
Die junge Tänzerin fällt auf. Seine Exzellenz Artynow kümmert sich persönlich um Anja, führt sie seiner Gattin, die auf einem kleinen Wohltätigkeitsbasar verkauft, als zweite Verkäuferin zu. Anja nimmt einen Hundertrubelschein nach dem anderen ein. Auch Anjas Vater – sonst knapp bei Kasse – gibt erstaunlicherweise zehn Rubel. Am nächsten Mittag sucht Artynow Anja in der Wohnung auf und bedankt sich für ihre Mitwirkung beim Basar. Fortan vertreibt sich Anja mit Artynow die Zeit.

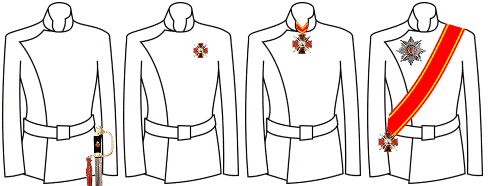
St. Annenorden 2. Klasse am Halse (3.v.l.) und im Knopfloch (2.v.l.)

Darauf ändert Modest Alexejitsch sein Verhalten. Der Beamte kriecht zu Hause auf einmal vor seiner Frau beinahe so wie im Büro vor seinem Vorgesetzten. Anjas reagiert auf solches Verhalten mit: „Gehen Sie raus, Sie Jammerlappen!“ Fortan gibt Anja das Geld ihres Mannes mit vollen Händen aus.
Modest Alexejitsch erhält den anvisierten Orden. Als er sich bedankt, meint Seine Exzellenz: „… jetzt haben Sie drei Annen … eine im Knopfloch und zwei am Halse.“

## Adaptionen

### Verfilmungen
- 1929, Sowjetunion, Meschrabpom: Beamte und Menschen[3] – 65 min-Episodenfilm von Jakow Protasanow und Michail Doller mit Maria Strelkowa[4] in der Titelrolle.
- 22. Oktober 1954, DDR-Premiere: Herz ohne Liebe[5] Film (82 min) von Isidor Annenski aus dem Gorki Filmstudio[6] Moskau mit Alla Larionowa[7] in der Titelrolle.[8]

### Ballett
- 1982, Lenfilm Sankt Petersburg: Anjuta[9] TV-Ballett von Alexander Belinski[10].

## Deutschsprachige Ausgaben
- Anna am Halse. Deutsch von Gerhard Dick in: Wolf Düwel (Hrsg.): Anton Tschechow: Die Dame mit dem Hündchen. Meistererzählungen. (enthält noch: Die Gattin. Herzchen. Weißstirnchen. Der Mord. Ariadna. Das Haus mit dem Zwischenstock. Mein Leben. Die Bauern. Der Petschenege. In der Heimat. Auf dem Wagen. Bei Bekannten. Der Mensch im Futteral. Die Stachelbeeren. Von der Liebe. Ein Fall aus der Praxis. Jonytsch. Das Neue Landhaus. Auf der Dienstreise. Zur Weihnachtszeit. In der Schlucht. Der Bischof. Die Braut). 612 Seiten. Rütten & Loening, Berlin 1967 (1. Aufl.)
- Anton Tschechow: Anna am Halse. Erzählungen. Ausgewählt und mit einer Nachbemerkung versehen von Horst Roatsch. Deutsch von Ada Knipper und Gerhard Dick. 212 Seiten. Eulenspiegel Verlag, Berlin 1978 (2. Aufl. 1981), ohne ISBN (enthält noch: Der Dicke und der Dünne. Der Tod des Beamten. Vom Regen in die Traufe. Lektüre. Unteroffizier Prischibejew. Ein Scherz. Gespräch eines Betrunkenen mit einem nüchternen Teufel. Der Redner. Intrigen. Der Löwen- und Sonnenorden. Der Rächer. Auf dem Gutshof. Die Stachelbeeren. Herzchen).
- Anna am Halse in: Anton Tschechow: Die schönsten Liebesgeschichten. 190 Seiten. Insel-Verlag, Berlin 2010 (1. Aufl., it 3471), ISBN 3-458-35171-X

### Verwendete Ausgabe
- Anna am Halse, S. 261–279 in Anton Tschechow: Geschichten vom Alltag. Aus dem Russischen übertragen und mit einem Vorwort versehen von Leo Borchard. 279 Seiten. Gustav Kiepenheuer Verlag GmbH, Weimar 1938 (Aufl. anno 1950, siehe auch Nachdruck: S. 220 in: Anton P. Tschechow: Der Dicke und der Dünne bei nexx-verlag.de).